# Anselmo Berlingeri
Anselmo Berlingeri dei marchesi di Valle Perrotta (Crotone, 1852 – Crotone, 1911) è stato un politico italiano, già sindaco di Crotone dal 1896 al 1899.

## Biografia
Nato a Crotone nel 1852 e appartenente alla nobile famiglia latifondista crotonese dei Berlingeri, sposò la figlia del marchese Filippo Albani (che gli succederà poi nella carica di primo cittadino di Crotone).
Venne eletto sindaco il 2 gennaio 1896 (all'epoca era consigliere anziano) dopo un anno di commissariamento regio causato dallo scioglimento della giunta comunale allora guidata da Carlo Turano dal 1892 al 1895.
Morì a Crotone nel 1911.

## Curiosità
- Lo scrittore Daniele Cristofaro cita Anselmo Berlingeri nel suo libro intitolato George Gissing. Il viaggio desiderato (Calabria, 1897), in cui racconta un episodio curioso riguardo ad un incontro avuto dallo stesso Berlingeri con lo scrittore inglese George Gissing, inerente ad un permesso (a detta dell'autore, poi concesso con non molta benevolenza a causa di presunti interessi commerciali ipotizzati da Berlingeri ai danni di Gissing) chiesto da quest'ultimo per poter visitare un aranceto di proprietà del sindaco crotonese. Tale esperienza sarebbe poi stata inserita nel libro-narrativa di Gissing intitolato Sulla riva dello Jonio[3].